# گردن‌بری سفلی

## جمعیت
این روستا در دهستان کاری‌پی قرار دارد و براساس سرشماری مرکز آمار ایران در سال ۱۳۸۵، جمعیت آن ۳۰۶ نفر (۷۲خانوار) بوده‌است.